# Міллісит
Міллісит (рос. миллисит; англ. millisite; нім. Millisit m) — мінерал, основний водний фосфат натрію, кальцію й алюмінію острівної будови.

## Загальний опис
Хімічна формула: (Na, K) CaAl6[PO4]4(OH)9•3H2O.
За ін. даними К відсутній.
Склад у % (з родов. Фейрфілд): Na2О — 3,73; CaO — 6,75; Al2O3 — 36,87; P2O5 — 34,22; H2O — 18,42.
Сингонія тетрагональна.
Утворює волокнисті агрегати, схожі на халцедон кірки, тонковолокнисті сфероліти.
Густина 2,83.
Твердість 5-6.
Колір білий, світно-сірий.
Знайдений у фосфатних жовнах у родов. Фейрфілд та Льюінстон (штат Юта, США).
За прізвищем амер. дослідника Ф.Т.Мілліса (F.T.Millis), Е.S.Larsen, E.V.Shannon, 1930.